# Szalai Miklós (filozófus)
Szalai Miklós (Budapest, 1964. szeptember 20.) történész, vallásfilozófiával foglalkozó filozófus.

## Életrajza
Szalai Miklós 1983-ban érettségizett a pesti Anna Frank Gimnáziumban, 1984-1990 között járt az ELTE Bölcsészettudományi Karán történelem-filozófia szakra, 2001-ben szerezte meg a „summa cum laude” történelemtudományi, 2002-ben pedig szintén „summa cum laude” a filozófia tudományos fokozatát (PhD).
Pályáját a pesti Könyves Kálmán Gimnáziumban kezdte történelem szakos tanárként. 
1999 és 2017 között az MTA Történettudományi Intézetének tudományos főmunkatársa volt.
Oktató az ELTE Bölcsészettudományi Karán és a Budapesti Corvinus Egyetemen.
2006–2007 között a Ma.H.A.T egyesület alelnöke, szakmai vezetője volt.

## Tudományos írásai
- A Horthy-rendszer születése. In: Múltunk 1994/3. pp. 193–198
- Tisza-képünk viszontagságai. In: Múltunk 1995/3. pp. 187–196
- Andrássy a kiegyezésről. In: Valóság. 1995/10. pp. 26–41
- Választások a száz év előtti Magyarországon. In: Múltunk 1996/4. pp. 3–22.
- Ifjabb Andrássy Gyula gróf pályájának első szakasza (1860-1904). In: Századok. 1997/3. pp. 623–677
- Az 1885-ös főrendiházi reform. In: „Múltból a jövőbe”. Szerk.: Pölöskei Ferenc. Budapest, ELTE BTK, 1997. pp. 28–43
- Swinburne istenérvei. In: Magyar Filozófia Szemle. 1998/1.
- Választójogi reformkísérlet a századforduló Magyarországán. In: Múltunk. 2000/2. pp. 60–91
- Az állam-egyház viszony története a Német Szövetségi Köztársaságban. In: Oktatáspolitika és vallásszabadság. Új Mandátum Kiadó, 2000.
- A tapasztalattól a tudományig. Válogatott tanulmányok: Willard Van Orman Quine. Szerk. és vál. Forrai Gábor. Budapest, Osiris, 2002.
- Újrendiség és korporativizmus a magyar politikai gondolkodásban (1931-1944). In: Múltunk 2002/1 pp. 52–105
- Ifjabb Andrássy Gyula élete és pályája. Budapest, MTA Történettudományi Intézete, 2003.
- Szent Tamás az ugaron: Horváth Sándor arcképéhez. In: Beszélő 2003/június-július
- Cionizmus, neológia, ortodoxia. A magyar zsidó identitás dilemmái a két világháború közötti Magyarországon. In: Múltunk 2004/3 pp. 59–119
- Jászi útja, In: BUKSZ 2005/Nyár
- Létezik-e Isten? Ateista érvek a mai angolszász filozófiában. Budapest, L' Harmattan, 2005.
- Magyary Zoltán magyar államberendezkedést, alkotmányosságot érintő gondolatrendszere. In: Tudományos Lapok a rendszerről. Szentendre, 2006/1. pp. 3–29
- Hume dialógusainak időszerűsége Archiválva 2007. január 19-i dátummal a Wayback Machine-ben In: Magyar Tudomány. Főszerk.Csányi Vilmos   2006/8.
- Szalai, Miklós (2007). „A munkásosztály marxista fogalmai (Történeti áttekintés).”. Múltunk (2).
- Szalai, Miklós (2007). „Az analitikus marxizmus kísérlete.”. Beszélő (6).
- Szalai, Miklós (2007). „Henry George és a magyar progresszió.”. Történelmi Szemle (4).
- Szalai, Miklós (2008). „Az antiglobalizációs mozgalom:  irányzatok, programok, utópiák.”. Szombat (július).
- Szalai, Miklós (2008). „A panda hüvelykujja és a közömbös tervező.”. Magyar Tudomány (12).